# Christian al II-lea, Conte Palatin de Zweibrücken-Birkenfeld
Christian al II-lea (22 iunie 1637 – 26 aprilie 1717) a fost Duce de Birkenfeld-Bischweiler din 1654 până în 1717, Duce de Zweibrücken-Birkenfeld din 1671 până în 1717 și conte de Rappoltstein din 1673 până în 1699.

## Biografie
Christian s-a născut la Bischwiller în 1637. A fost fiul cel mare al lui Christian I, Conte Palatin de Birkenfeld-Bischweiler. După decesul tatălui său în 1654 el i-a succedat. În 1671 el a moștenit Palatinatul Zweibrücken-Birkenfeld de la vărul său Karl al II-lea Otto. Prin moștenirea soției sale el a devenit de asemenea conte de Rappolstein din 1673 până când i-a garantat titlul fiului său Christian al III-lea.
La 5 septembrie 1667 Christian s-a căsătorit cu contesa Katharina Agathe de Rappoltstein (15 iunie 1648 – 16 iulie 1683). Cuplul a avut următorii copii:
1. Magdalena Claudia (16 septembrie 1668 – 9 decembrie 1704)
2. Louis (26 decembrie 1669 – 2 aprilie 1670)
3. Elizabeth Sophie Augusta (2 august 1671 – 18 octombrie 1672)
4. Christina Catherine (2 august 1671 – 15 mai 1673)
5. Charlotte Wilhelmina (18 octombrie 1672 – 29 mai 1673)
6. Christian (7 noiembrie 1674 – 3 februarie 1735)
7. Louise de Zweibrücken-Birkenfeld (28 octombrie 1679 – 3 mai 1753); s-a căsătorit cu Friedrich Anton Ulrich, Prinț de Waldeck și Pyrmont